# Majnoon (cràter)
Majnoon és un cràter de l'asteroide del tipus Amor (433) Eros, situat amb el sistema de coordenades planetocèntriques a 3.8 ° de latitud nord i 28.8 ° de longitud est. Fa un diàmetre de 2.1 km. El nom va ser fet oficial per la UAI l'any 2003 i fa referència a Majnoon, amant de Leilie al poema persa Leilie i Majnoon, de Jami (Khorasan, segle XV).